# Ragnvald Knaphövde
Ragnvald Knaphövde, o Ragnvald Kanphöfde in danese (1100 – Karbely, 1126), fu re di Svezia, non riconosciuto nello Östergötland e nel Västergötland; regnò solo per alcuni mesi, ed è citato nelle Leggi di Västgötalagen come successore di Ingold II il Giovane (Ingold den yngre). Secondo il Nordisk familjebok, il nome Knaphöfde sarebbe da ricondurre al nome di un recipiente usato per contenere bevande della grandezza pari a quella della testa del re.

## Biografia
Eletto re dopo la morte del fratello Ingold II, come nuovo re degli svedesi, e dei Goti di Östergötland alle Pietre di Mora come consuetudine. I Geati ovvero i Goti dello Västergötland, avevano eletto, invece, il principe danese Magnus Nielsen.
Fece un viaggio in Svezia, allora obbligatorio per tutti i re eletti, con il fine di farsi accettare in tutto il regno.

Secondo quanto racconta Saxo Grammaticus, Ragnvald fece un viaggio nello Västergötland, dove non era riconosciuto come re. Gli abitanti del luogo considerarono questo viaggio un affronto e lo uccisero nel 1126 a Karbely.
(Saxo Grammaticus, Gesta Danorum, 13)
Come già detto, un'importante fonte su questo re è rappresentata dal corpus di leggi dello Västergötland. Questo celebre testo medievale riconosce solo i re eletti dai popoli di Svezia uniti in assemblea e perciò nella lista dei regnanti non nomina Magnus, eletto solo dai Geati, ma sembra sostenere le ragioni di Ragnvald. In un passo leggiamo:
(Västgötalagen)
In questo testo, appena citato, scritto proprio in Västergötland, il motivo della morte è ricondotto al suo essere spregiudicato e alla sua mancanza di rispetto nei confronti delle genti dell'Ovest della Svezia. 
Sarà poi Giovanni III di Svezia a spostare i resti di Ragnvald, la cui tomba sembra essere stata già allora danneggiata, in una nuova nell'Abbazia di Vreta, tradizionale luogo di sepoltura per gli appartenenti alla dinastia si Sverker.